# Baltazar von Promnitz
Baltazar von Promnitz (ur. 1488 w Lasocinie niem. Lessendorff, zm. 20 stycznia 1562 w Nysie) – biskup wrocławski od 1539, starosta generalny Śląska od 1540; syn Kaspara von Promnitza.
W 1506 studiował na nowo powstałym Uniwersytecie Viadrina we Frankfurcie nad Odrą, a już w 1519 przeniósł się na uniwersytet w Wittenberdze. Był zwolennikiem reformacji, prowadził korespondencję z Marcinem Lutrem i Filipem Melanchtonem. Przez to, że przyzwolił na rozwój protestantyzmu na swoich ziemiach (Żary, Pszczyna), wyznanie to zaczęło się tam rozwijać. Już w 1568 roku pan ziem pszczyńskich Karol Promnitz wprowadził naukę luterańską. 
W 1527 roku otrzymał od kapituły wrocławskiej stanowisko zarządcy wrocławskiej katedry, które pełnił do 1534. W 1538 roku został mianowany archidiakonem wrocławskim i zwierzchnikiem kapituły katedralnej. 18 września 1539 został wybrany jednogłośnie na biskupa, 14 grudnia 1539 uroczyście wjechał do Wrocławia i objął katedrę. W 1540 roku papież Paweł III wydał bullę potwierdzającą wybór Baltazara na biskupa wrocławskiego, ale sakrę biskupią otrzymał dopiero w 1542 roku. Ziemię pszczyńską, którą kupił 21 marca 1548 roku, przekształcił w ordynację ziemską – niesprzedawalną i niepodzielną dla jej dziedziców. 4 maja 1556 zawarł korzystny układ z królem Ferdynandem Habsburgiem, w którym w zamian za pożyczkę otrzymał dobra ziemskie Żary i Trzebiel. 
W 1551 roku został ustanowiony administratorem księstwa legnickiego. W 1553 roku stanął na czele pierwszego zgromadzenia stanów śląskich w Nysie. Gdy w 1554 roku Ferdynand został cesarzem rzymskim narodu niemieckiego, Baltazar wspomagał go radą i pieniędzmi. Swój majątek w testamencie przeznaczył w znacznej mierze na ubogich i budowę nowych szpitali. 
Biskup zmarł dosyć niespodziewanie po krótkiej chorobie płuc. Baltazar von Promnitz został pochowany w bazylice św. Jakuba i św. Agnieszki w Nysie.